# Zona Especial de Conservación Río Deva

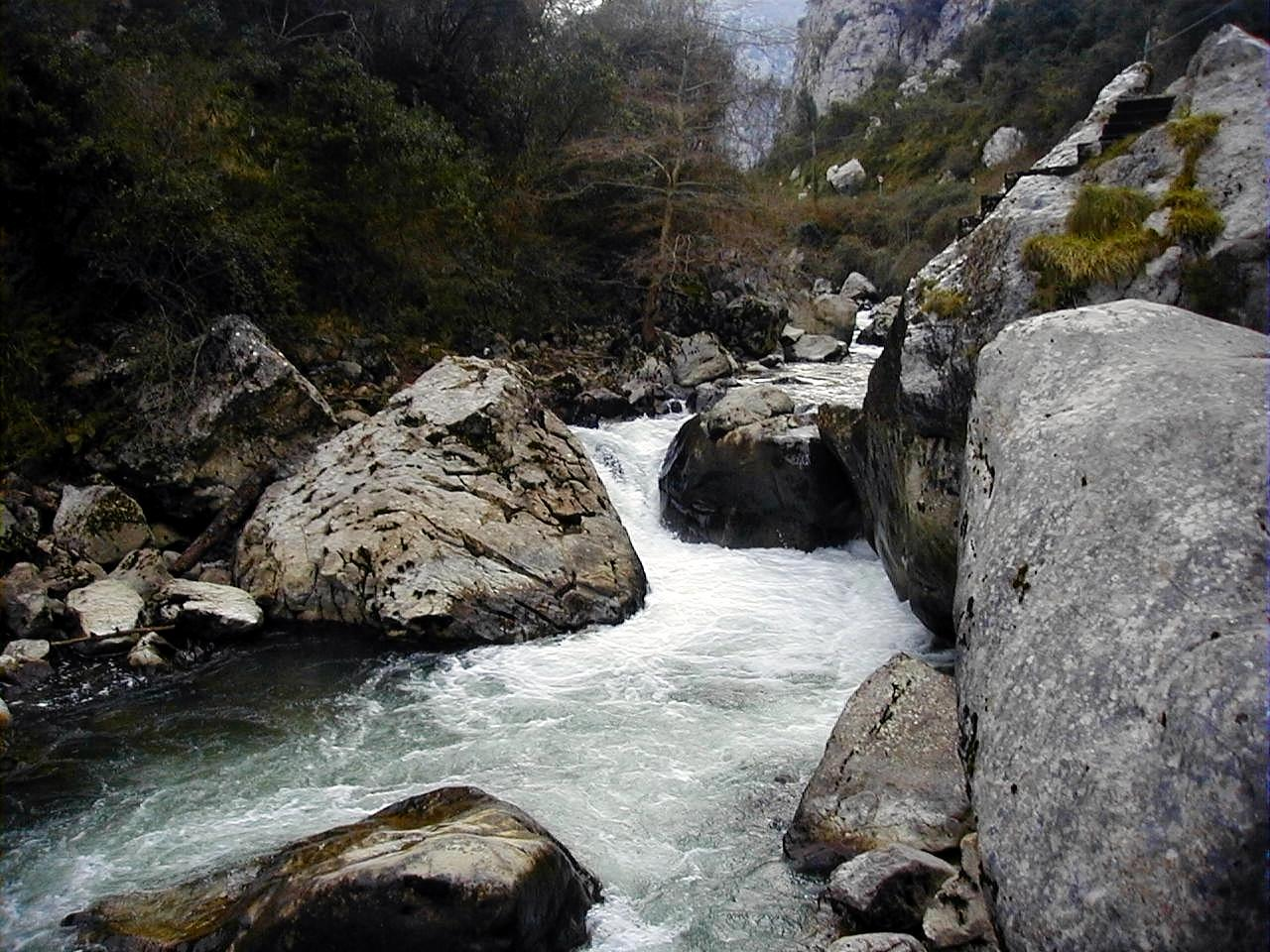
Río Deva, Pozo del Matadero (Peñarrubia, Cantabria).

La Zona Especial de Conservación Río Deva es un espacio protegido de Cantabria, declarado Lugar de Importancia Comunitaria por Decisión de la Comisión Europea de 7 de diciembre de 2004, designado posteriormente Zona Especial de Conservación mediante el Decreto 19/2017 del Consejo de Gobierno de Cantabria, e incluido en la Red de Espacios Naturales Protegidos de Cantabria por la Ley de Cantabria 4/2006, de 19 de mayo, de Conservación de la Naturaleza.
Comprende el río Deva, en su recorrido por Cantabria, y sus principales afluentes, los ríos Quiviesa y Bullón, englobando una superficie total de cerca de 398 ha a través de los municipios de Camaleño, Vega de Liébana, Pesaguero, Cabezón de Liébana, Potes, Cillorigo de Liébana, Peñarrubia y Val de San Vicente. El espacio protegido limita con el parque nacional de los Picos de Europa en el que se incluyen parte de los cursos fluviales de la cuenca no recogidos en el LIC.
Entre las especies más características presentes en el Deva destacan el salmón atlántico (Salmo salar), la lamprea marina (Petromyzon marinus), el desmán ibérico (Galemys pyrenaicus), la nutria paleártica (Lutra lutra) o el cangrejo de río (Austropotamobius pallipes).